# Anke Wischnewski
Anke Wischnewski (Annaberg-Buchholz, 5 gennaio 1978) è una slittinista tedesca.

## Biografia
Ha iniziato a gareggiare per la nazionale tedesca nelle varie categorie giovanili nella specialità del singolo, ottenendo quali migliori risultati due medaglie d'oro e due di bronzo ai campionati mondiali juniores ed un secondo posto nella classifica finale della Coppa del Mondo juniores.
A livello assoluto ha esordito in Coppa del Mondo nella stagione 2001/02, ha conquistato il primo podio il 30 novembre 2002 nel singolo a Calgary (3ª) e la prima vittoria il 14 novembre 2004 nel singolo ad Altenberg. In classifica generale nella specialità del singolo si è classificata al secondo posto nel 2012/13 ed in altre cinque occasioni si è piazzata al terzo posto.
Ha preso parte a due edizioni dei Giochi olimpici invernali, entrambe le volte nel singolo: a Vancouver 2010 è giunta in quinta posizione ed a Soči 2014 ha chiuso la gara al sesto posto.
In carriera ha conquistato inoltre una medaglia d'argento ed una di bronzo ai campionati mondiali ed una medaglia di bronzo ai campionati europei.
Ha inoltre vinto un titolo nazionale nel singolo.

## Palmarès

### Mondiali
- 2 medaglie:
  - 1 argento (singolo ad Igls 2007);
  - 1 bronzo (singolo a Park City 2005).

### Europei
- 1 medaglia:
  - 1 bronzo (singolo ad Oberhof 2013).

### Mondiali juniores
- 4 medaglie:
  - 2 ori (gara a squadre ad Oberhof 1997; gara a squadre a Sigulda 1998);
  - 2 bronzi (singolo ad Oberhof 1997; singolo a Sigulda 1998).

### Coppa del Mondo
- Miglior piazzamento in classifica generale nel singolo: 2ª nel 2012/13.
- 49 podi (46 nel singolo, 1 nel singolo sprint e 2 nelle gare a squadre):
  - 4 vittorie (2 nel singolo e 2 nelle gare a squadre);
  - 11 secondi posti (tutti nel singolo);
  - 34 terzi posti (33 nel singolo e 1 nel singolo sprint).

#### Coppa del Mondo - vittorie
| Data             | Luogo      | Paese    | Disciplina                                                  |
| ---------------- | ---------- | -------- | ----------------------------------------------------------- |
| 14 novembre 2004 | Altenberg  | Germania | Singolo                                                     |
| 22 gennaio 2012  | Winterberg | Germania | Gara a squadre con Felix Loch, Tobias Wendl e Tobias Arlt   |
| 24 novembre 2012 | Igls       | Austria  | Singolo                                                     |
| 25 novembre 2012 | Igls       | Austria  | Gara a squadre con David Möller, Tobias Wendl e Tobias Arlt |

### Coppa del Mondo juniores
- Miglior piazzamento in classifica generale nel singolo: 2ª nel 1997/98.

### Campionati tedeschi
- 7 medaglie:
  - 1 oro (singolo a Winterberg 2010);
  - 3 argenti (singolo, gara a squadre a Schönau am Königssee 2013; singolo a Winterberg 2014).
  - 3 bronzi (singolo ad Altenberg 2002; singolo ad Oberhof 2011; gara a squadre ad Altenberg 2012).